# Lefkada (regional enhed)
Lefkada (græsk: Περιφερειακή ενότητα Λευκάδας) er en regional enhed i Grækenland beliggende i periferien De Joniske øer. Hovedstaden i den regionale enhed er byen Lefkada
Den regionale enhed består af øerne Lefkas, Meganisi, Kalamos, Kastos og flere mindre øer, alle i Det Joniske Hav .

## Administration
Den regionale enhed Lefkada er opdelt i 2 kommuner. Disse er (antal som på kortet i infoboksen):
- Lefkada (1)
- Meganisi (2)

## Præfektur
Som en del af Kallikratis regeringsreform i 2011 blev den regionale enhed Lefkada oprettet ud af det tidligere præfektur Lefkada (græsk: Νομός Λευκάδας). Præfekturet, der blev oprettet i 1864, havde samme område som den nuværende regionale enhed. Samtidig blev kommunerne omorganiseret, ifølge nedenstående tabel. 
| Ny kommune | Gamle kommuner | Sæde         |
| ---------- | -------------- | ------------ |
| Lefkada    | Lefkada (by)   | Lefkada (by) |
| Lefkada    | Apollonioi     | Lefkada (by) |
| Lefkada    | Ellomenos      | Lefkada (by) |
| Lefkada    | Kalamos        | Lefkada (by) |
| Lefkada    | Karya          | Lefkada (by) |
| Lefkada    | Kastos         | Lefkada (by) |
| Lefkada    | Sfakioter      | Lefkada (by) |
| Meganisi   | Meganisi       | Meganisi     |